# دهوک موچیان
دهوک موچیان (به انگلیسی: Dhok Mochian) یک شهر در پاکستان است که در اسلام‌آباد واقع شده‌است. دهوک موچیان ۵۶۵ متر بالاتر از سطح دریا واقع شده‌است.